# Вила Роза
Вила Роза је насеље у Италији у округу Терамо, региону Абруцо.
Према процени из 2011. у насељу је живело 4349 становника. Насеље се налази на надморској висини од 5 м.